# Emma Nuutinen
Emma Nuutinen (n. 7 decembrie 1996, Helsingfors, Finlanda) este o sportivă ce a reprezentat Finlanda, medaliată olimpică. A participat la 2 ediții ale Jocurilor Olimpice (2014, 2018) în care a câștigat o medalie de bronz.